# Heinrich Kroll
Henrich Claudius Kroll (3 de Novembro de 1894 – 21 de Fevereiro de 1930) foi um piloto alemão durante a Primeira Guerra Mundial. Abateu 33 aeronaves inimigas, o que fez dele um ás da aviação. Teve que abandonar a vida de piloto em Agosto de 1918 quando ficou com incapacidade parcial no ombro esquerdo.